# Зоряний шлях: Дискавері (сезон 4)

## Загальні відомості
Четвертий сезон американського телевізійного серіалу «Зоряний шлях: Дискавері» оповідає про пригоди екіпажу «USS Discovery», який досліджує майбутнє, через 900 років після подій оригінального серіалу «Зоряний шлях». Сезон здійснюється телекомпанією «CBS Studios» спільно з «Secret Hideout» та «Roddenberry Entertainment», Алекс Курцман та Мішель Парадайз виступають шоуранерами.
Сонеква Мартін-Грін зіграла головну роль Майкл Бернем. Також в головних ролях знімалися Даг Джонс, Ентоні Репп, Мері Вайзмен, Вілсон Круз та Девід Айяла.
Активний розвиток сезону розпочався до січня 2020 року, оскільки через пандемію COVID-19 було витрачено більше часу, ніж на попередні сезони. Розробку сезону офіційно оголошено в жовтні 2020 року. Зйомки розпочались у листопаді 2020 року в Торонто (Канада), з впровадженням нових процесів зйомок для забезпечення безпеки під час пандемії. Знімальний процес повинен закінчитися в червні 2021 року.
Сезон планується випустити на потоковому сервісі CBS All Access.

## Актори і персонажі
- Блу дель Барріо — Адіра Тал
- Ян Александер — Грей Тал
- Ентоні Репп — Пола Сметс
- Мері Вайзмен — Сільвія Тіллі
- Вільсон Круз — Х'ю Калбер
- Девід Айяла — Клівленд «Бук» Букер

## Підготовка до зйомок
Активна розробка четвертого сезону «Зоряного шляху: Дискавері» розпочалася до січня 2020 року під час виробництва третього сезону. До березня також розроблявся п'ятий сезон із наміром випускати продукцію в четвертому та п'ятому сезонах, що відбувалось би методом паралельного кіновиробицтва. 12 серпня співавтор та співшоуранер Алекс Курцман підтвердив, що пандемія COVID-19 затримала плани на сезон, хоча група сценаристів серіалу до того часу працювала віддалено. Він додав, що «ми насправді змогли просунутися в сценаріях» за сезон. Підготовка до сезону розпочалася в Торонто, 17 серпня «CBS All Access» та шоуранери Курцман і Мішель Парадайз офіційно оголосили сезон 16 жовтня, на наступний день після прем'єри третього сезону, виробництво має розпочатися 2 листопада.
Курцман заявив у жовтні 2020 року, що всі сезони після третього відбуватимуться в 32 столітті.

## Кастинг
У сезоні знімаються Сонеква Мартін-Грін у ролі Майкл Бернхем, Даг Джонс — Сару, Ентоні Репп — Пола Сметса, Мері Вайзмен — Сільвії Тіллі, Вілсон Круз — Х'ю Калбера та Девід Айяла — Клівленда «Бук» Букера. Блу дель Барріо та Ян Александер також гратимуть ролі Адіри і Грея — з третього сезону.

## Зйомки
Зйомки сезону розпочались у студії «Pinewood Toronto Studios» 2 листопада 2020 року. Попередньо очікувалося, що виробництво відбуватиметься з липня 2020-го по січень 2021 року, знімаючи разом із потенційним п'ятим сезоном, але ці плани були відкладені через пандемію COVID-19. Курцман заявив у жовтні 2020 року, що зйомки будуть «систематизованою, воєнізованою операцією» через пандемію, а знімальна група сезону буде працювати в захисних костюмах, щоб мінімізувати потенційне поширення вірусу. Акторський склад та команда також будуть тестуватися тричі на тиждень під час виробництва. Актори вирушили до Торонто спочатку на карантин за 14 днів до зйомок, відповідно до вимог канадського уряду. Через пандемію зйомки не могли відбуватися на місцевості за межами Північної Америки, як це було зроблено в третьому сезоні. Зйомки мають закінчитися 10 червня 2021 року.

## Випуск
Сезон планується випустити на «CBS All Access» у США. «Bell Media» транслює серіал у Канаді на спеціальних каналах «CTV Sci-Fi Channel» (англомовна) та «Z» (франкомовна) того самого дня, що й США, перед тим, як транслювати епізоди на «Crave». «Netflix» має права на трансляцію серіалу в інших 188 країнах і випускає кожен епізод серії для трансляції протягом 24 годин після дебюту в США.

## Епізоди
| № п/п | № в сезоні | Назва                                        | Режисер                           | Сценарист                                    | Оригінальний показ | Оригінальний показ українською | Код            | Рейтинг        |                |
| --- | ---------- | -------------------------------------------- | --------------------------------- | -------------------------------------------- | ------------------ | ------------------------------ | -------------- | -------------- | -------------- |
| 43 | 1          | «Kobayashi Maru» «Кобаясі Мару»              | Олатунде Осунсанмі                | Мішель Парадайз, Дженні Люмет, Алекс Курцман | 18 листопада 2021  | Буде оголошено                 | Буде оголошено | Буде оголошено | Буде визначено |
| Майкл Бернем та її Клівленд Букер запрошують жителів Альшайна IV знову приєднатися до Об’єднаної Федерації Планет. Вони доводять наміри Федерації, допомагаючи виправити давно зламану технологію "Alshain". Потім Бук вирушає на свою рідну планету, Кведжан, щоб взяти участь у церемонії повноліття свого племінника Лето. Бернем і команда «Дискавері» відвідують офіційне відкриття Академії Зоряного флоту, де зустрічаються з новою президенткою Федерації Лайрою Ріллак. Зоряний флот отримує сигнал лиха з космічної станції поблизу Кведзяна. Бернем вирішує сама допомогти евакуювати персонал; Ріллак ставить під сумнів рішення Майкл. На Кведжані Бук стає свідком дивної активності птахів і відлітає за межі світу, щоб дослідити це. Гравітаційне спотворення знищує всю планету. |            |                                              |                                   |                                              |                    |                                |                |                |                |
| 44 | 2          | «Anomaly» «Аномалія»                         | Олатунде Осунсанмі                | Енн Кофелл Сондерс, Гленіз Маллінс           | 25 листопада 2021  | Буде оголошено                 | Буде оголошено | Буде оголошено | Буде визначено |
| Бук знищений горем після втрати планети та сім’ї, його переслідують галюцинації Лето. Пол Стамец пояснює Ріллаку та Командуванню Зоряного Флоту - знищення Кведжану було спричинено безпрецедентною гравітаційною аномалією. Сару повертається, щоб служити першим офіцером Бернем, і вони переміщуються на безпечну відстань за межі аномалії. Початкові дані спростовують деякі з їхніх теорій, Бук відправляється на своєму кораблі в аномалію, щоб дізнатися більше. Врешті-решт він досягає успіху. Аномалія незрозумілим чином змінює напрямок і завдає шкоди "Discovery". Бук починає розповідати Бернем про своє горе. Г’ю Калбер і Адіра Тал допомагають перенести свідомість померлого Грея в синтетичне тіло, використовуючи незвичайну технологію, яка раніше була успішною для Жана-Люка Пікара. |            |                                              |                                   |                                              |                    |                                |                |                |                |
| 45 | 3          | «Choose to Live» «Вибери життя»              | Крістофер Дж. Бірн                | Террі Г'юз Бертон                            | 2 грудня 2021      | Буде оголошено                 | Буде оголошено | Буде оголошено | Буде визначено |
| Дж’Віні, ромуланська громадянка Ні’Вару та черниця ордену Коват Мілат, атакує кілька кораблів Зоряного Флоту - щоб викрасти рідкісні кристали дилітію; під час одного пограбування вона вбиває офіцера. Чарльз Венс розповідає про це Бернем, Ні'Вар Т'Ріні та Габріель Бернем. Ріллак не хоче переслідувати Дж'Віні без рішення Т'Ріни, оскільки Ні'Вар знаходиться на порозі переговорів про повернення до Федерації. Габріель вірить, що Дж'Віні знайшла втрачену справу, за яку треба боротися, і приєднується до Бернем. Вони знаходять Дж'Віні на тому, що здається безплідним місяцем. Насправді це величезний зоряний корабель. Бернем заарештовує Дж'Віні, та допомагає розбудити біженців і перемістити їхній корабель. Стамец і Бук вирушають на Ні'Вар, щоб проаналізувати дані про аномалію. Т'Ріна допомагає Буку відновити спогади про Лето. |            |                                              |                                   |                                              |                    |                                |                |                |                |
| 46 | 4          | «All Is Possible» «Все можливо»              | Джон Оттман                       | Алан МакЕлрой; Ерік Дж. Роббінс              | 9 грудня 2021      | Буде оголошено                 | Буде оголошено | Буде оголошено | Буде визначено |
| Ні'Вар прискорює свої перемовини з Федерацією, Ріллак просить Бернем й Сару взяти участь. Калбер пропонує, щоб Сільвія Тіллі супроводжувала групу нових курсантів Академії Зоряного Флоту на вправі з формування команди. Адіра приєднується до них у місії, курсантам потрібно разом обстежити планету. Спочатку вони не ладнають, але змушені зблизитися після того, як вони збилися з курсу та розбилися на небезпечному місяці. Разом вони можуть подати сигнал кораблю Зоряного Флоту, який рятує їх і повертає до штаб-квартири Федерації. Доктор Ковіч пропонує Тіллі посаду викладача в Академії. Здається, переговори між Ні'Варом і Федерацією зірвані, але Бернем і Сару розмовляють із обидвома сторонами та пропонують компроміс, на який вони всі погоджуються. Тіллі погоджується на посаду викладача та залишає корабель. |            |                                              |                                   |                                              |                    |                                |                |                |                |
| 47 | 5          | «The Examples» «Приклади»                    | Лі Роуз                           | Кайл Джарроу                                 | 16 грудня 2021     | Буде оголошено                 | Буде оголошено | Буде оголошено | Буде визначено |
| DMA зникає і знову з’являється за 1000 світлових років, доводячи, що це не природна аномалія. Руон Тарка приєднується до “Дискавері”, щоб допомогти визначити, хто створив DMA. Дізнавшись, що пояс астероїдів Радвек знаходиться на новому шляху DMA, “Дискавері” відправляється евакуювати його мешканців. Магістрат починає організовувати відправку людей на борт, але відмовляється звільнити в’язнів, яких він називає «Прикладами». Бернем і Бук самі вирушають звільнити в'язнів. Бернем переконує їх втекти, пропонуючи притулок на “Дискавері”, але один вирішує залишитися. Він розповідає, що випадково вкрав кулю, на якій записана спадщина родини, а потім убив власника під час бійки. Бук все ще хоче врятувати його, але Бернем виконує бажання Фелікса, й він гине, коли пояс астероїдів знищується DMA. Пізніше Бернем віддає кулю доньці чоловіка, убитого Феліксом. |            |                                              |                                   |                                              |                    |                                |                |                |                |
| 48 | 6          | «Stormy Weather» «Штормова погода»           | Джонатан Фрейкс                   | Енн Кофелл Сондерс; Брендон Шульц            | 23 грудня 2021     | Буде оголошено                 | Буде оголошено | Буде оголошено | Буде визначено |
| ”Дискавері” входить у підпросторовий розлом, створений DMA, щоб дослідити його, та знаходячи порожнечу, з якої вони не можуть вийти. Робот залишає корабель для дослідження та розпадається. Бук і Стамец намагаються стрибнути з корабля в розлом, але у Бука починаються галюцинації його померлого батька. Стамец розуміє, що галюцинації були спричинені взаємодією з частинками із бар'єру на краю галактики. Удосконалений корабельний комп’ютер, Зора, намагається виконувати свої обов’язки, і виявляє, що вона переповнена даними. Грей пропонує допомогти Зорі очистити її процесори. Зора здатна виявляти мікровідхилення на зовнішніх датчиках, які можна використовувати, щоб вивести їх із порожнечі. Щоб захистити екіпаж від ефекту, який спричинить рух через порожнечу, Бернем переносить їх усіх у «буфер шаблону» (де матерія перетворюється на енергію для транспортування) і управляє кораблем із Зорою. Вони успішно вийшли з розлому.                                      |            |                                              |                                   |                                              |                    |                                |                |                |                |
| 49 | 7          | «...But to Connect» «...Але для підключення» | Лі Роуз                           | Террі Г'юз Бертон; Карлос Сіско              | 30 грудня 2021     | Буде оголошено                 | Буде оголошено | Буде оголошено | Буде визначено |
| Зора визначає місцезнаходження творця DMA, який називається «Невідомий вид 10-C», але відмовляється повідомити це екіпажу через турботу про їх безпеку. Ковіч консультується щодо поведінки Зори та зауважує - Зоряний Флот має правила, які забороняють інтеграцію розумних систем із кораблями. Члени екіпажу захищають Зору, але інші її поведінкою. Досліджуючи її еволюційне програмування, Ковіч визначає, що Зора є новою формою життя і може залишитися на кораблі, але для цього вона повинна зарахуватися до Зоряного флоту та виконувати всі накази свого начальства. Зора погоджується і повідомляє координати. Бернем і Бук відвідують збори представників Федерації та не членів Федерації для обговорення DMA. Ріллак і Бернем хочуть зв’язатися з 10-C і спробувати уникнути ескалації конфлікту, але Бук підтримує Тарку, який розробив зброю; асамблея голосує за перший контакт. Тарка і Бук тікають, плануючи самі використати зброю.                                          |            |                                              |                                   |                                              |                    |                                |                |                |                |
| 50 | 8          | «All In» «Все зразу»                         | Крістофер Дж. Бірн; Джен Макговен | Шон Кокран                                   | 8 січня 2022       | Буде оголошено                 | Буде оголошено | Буде оголошено | Буде визначено |
| Тарці потрібен ізоліній, щоб завершити свою зброю, і Бернем знає, як на чорному ринку отримати. Ріллак відмовляється дозволити їй піти за Буком, і Венс публічно погоджується, але він таємно дає Бернемі інші накази. Бук і Тарка прибувають в казино на Поратії та зустрічаються з Хазом Мазаро, який погоджується продати їм ізоліній, якщо Бук допоможе знайти шахрая в казино. Бернхем і Джоанн Овосекун і купують у Мазаро карти, які відображають координати 10-C. Вони не можуть перевершити ставку Бука та Тарки за ізоліній, Овосекун б’ється на рингу, щоб заробити більше грошей. Вони звертаються до Мазаро з грошима саме тоді, коли Бук ловить шахрая, і дилер вирішує розв’язати нічию картковою грою. Бук виграє гру та забирає ізоліній, але не раніше, ніж Бернхем встановлює на ньому трекер. Діаграми показують велике штучне гіперполе за галактичним бар’єром. Дані свідчать про те, що воно живиться рідкісним боронітом, який DMA видобуває з планет.                     |            |                                              |                                   |                                              |                    |                                |                |                |                |
| 51 | 9          | «Rubicon» «Рубікон»                          | Енді Армаганян                    | Алан Макелрой                                | 17 січня 2022      | Буде оголошено                 | Буде оголошено | Буде оголошено | Буде визначено |
| Колишньому офіцеру служби безпеки «Дискавері» Нган доручають наглядати за кораблем, щоб переконатися, що Бернем не дозволить своїм особистим почуттям стати на шляху щодо Бука та Тарки. Вони стрибають на позицію біля корабля Бука де двійця закінчують зброю. Сару веде замаскований човник, щоб проникнути на борт корабля Бука та вивести з ладу зброю, його атакує нова автоматизована система безпеки, яку Тарка встановив на кораблі. Бук допомагає Сару та екіпажу шатла втекти назад на “Дискавері” , а потім знаходить трекер і вимикає його. Він стрибає в DMA і “Дискавері” виринає. Бернем переконує Нган і Бука відмовитися від своїх намірів. Тарка стріляє в контролера, руйнуючи його та DMA, але не знаходить джерела живлення. Бук та Тарка тікають, в тому самому місці з’являється новий DMA. |            |                                              |                                   |                                              |                    |                                |                |                |                |
| 52 | 10         | «The Galactic Barrier» «Галактичний бар'єр»  | Дебора Кампмайєр                  | Енн Кофелл Сондерс                           | 24 лютого 2022     | Буде оголошено                 | Буде оголошено | Буде оголошено | Буде визначено |
| Побоюючись помсти з боку виду 10-C, Ріллак зміщує шкалу часу для першого контакту. Вона, Т'Ріна та дипломати на «Дискавері» стрибають до галактичного бар'єру і починають небезпечний політ через нього. Перш ніж вони втратять зв’язок із Федерацією, з ними зв’язався Венс, який повідомив їм - DMA близька до знищення Землі та Ні’Вару. Буку й Тарці потрібна програмована антиматерія, щоб самостійно пройти через бар’єр і потрапити до схованки у покинутій в’язниці, де Тарку колись утримували. Тарка планував використовувати джерело живлення DMA, перш ніж зрозумів, що воно знаходиться не в самій DMA. Після важкого польоту “Дискавері” виходить із-за галактичного бар’єру та починає рух до координат 10-C. |            |                                              |                                   |                                              |                    |                                |                |                |                |
| 53 | 11         | «Rosetta» «Розетта»                          | Джефф Берд; Джен Макгоуен         | Террі Г'юз Бертон                            | 22 березня 2022    | Буде оголошено                 | Буде оголошено | Буде оголошено | Буде визначено |
| Бернем вирішує відвідати мертву планету поблизу гіперполя, яка може бути батьківщиною виду 10-C. Генерал Ндойє вважає, що це марна трата часу, інші дипломати підтримують це рішення. Бернем подорожує на планету разом із Сару, Калбером і Кейлою Детмер. На планеті команда дійшла висновку, що 10-C втік з планети під час метеоритних ударів, які спалили газ і вбили представників виду, і що 10-C використовують складні вуглеводневі сполуки для передачі своїх емоцій. Вони вірять, що можуть використовувати ці вуглеводні, щоб допомогти спілкуватися з 10-C. Тарка обходить датчики Зори, щоб їхній корабель непомітно приєднався до “Дискавері”. Бук переконує Ндойє допомогти їм знищити DMA. |            |                                              |                                   |                                              |                    |                                |                |                |                |
| 54 | 12         | «Species Ten-C» «Вид десять-С»               | Олатунде Осунсанмі                | Кайл Джарроу                                 | 10 квітня 2022     | Буде оголошено                 | Буде оголошено | Буде оголошено | Буде визначено |
| ”Дискавері”випускає вуглеводень, що символізує мир, на гіперполе. Невдовзі його втягують у структуру й оточують полем з невідомої речовини. Представники видуs 10-C відповідають більшою кількістю вуглеводнів і світловим малюнком, який екіпаж розшифровує як «мову мосту», подібну до Lincos. 10-C використовує “мову мосту”, щоб запитати, чому DMA було знищено зброєю Тарки. На кораблі Бука Тарка планує запалити потік плазми з “Дискавері” щоб вирватися з поля та летіти до джерела живлення DMA. Бук сперечається, але Тарка використовує свої оновлення корабля, щоб стримати Букера. Екіпаж «Дискавері» намагається попросити 10-C відкликати DMA, Ндойє виконує план Тарки, і корабель Бука втікає. 10-C перестають спілкуватися. Ріно може отримати повідомлення Бернем з поясненням плану Тарки. |            |                                              |                                   |                                              |                    |                                |                |                |                |
| 55 | 13         | «Coming Home» «Повернення додому»            | Олатунде Осунсанмі                | Мішель Парадайз                              | 17 березня 2022    | Буде оголошено                 | Буде оголошено | Буде оголошено | Буде визначено |
| Тарка починає розбирати контейнер джерела живлення,. Т'Ріна дізнається, що уми 10-C пов'язані, і вони не розуміють - Тарка діє незалежно від “Дискавері”. Екіпаж жертвує споровим приводом , щоб уникнути поля, але не може наблизитися до корабля Бука. Ндойє пропонує загладити провину, протаранивши корабель Бука. Ндойє та Ріно вирушають в безпечне місце, але Бук, схоже, гине. Екіпаж «Дискавері» хоче зустрітися з членами 10-C на планеті всередині гіперполя та пояснити, що Тарка працював сам і чому. 10-C вимикає DMA, пощадивши Землю та Ні'Вар, і показує, що вони врятували Бука. Обговорюючи своє горе та використовуючи емпатичні здібності, Бук переконує 10-C припинити використання DMA взагалі, знищити гіперполе та почати працювати з іншими, щоб загладити шкод. 10-C використовує кротовину, щоб відправити “Дискавері” на Землю, яка вирішує знову приєднатися до Федерації. Бук покараний за свої дії - що його відправили допомагати іншим, які постраждали від DMA. |            |                                              |                                   |                                              |                    |                                |                |                |                |